# Indijska konoplja
Indijska konoplja (marihuana; lat. Cannabis sativa subsp. indica) podvrsta konoplje (Cannabis sativa),  ova biljka je poznata čovjeku od davnina, korištena je u izradi užadi. Porijeklom je s azijskog kontinenta, a najprije je korištena u prehrani ljudi i životinja (6000. pr. Kr.).
Tzv. indijska konoplja Apocynum cannabinum, nije joj u srodstvu, niti je iz Indije, domovina joj je južna Kanada i Sjedinjene Države, a njezin latinski naziv znači »otrovna za pse«.

## Općenito
Konoplja pripada među najstarije kulturne biljke. Povjesničar Herodot opisuje ritualnu upotrebu konoplje kod Skita. Uzgajanjem, proširena je u gotovo sve zemlje globusa, pa se može smatrati pravom kozmopolitskom biljkom. Može uspijevati u najrazličitijim klimatskim i ekološkim uvjetima. Raste kao korov i kao uzgajana biljka. O velikoj raznolikosti, a i proširenosti konoplje, svjedoče i brojna imena koja se za pojedine forme konoplje upotrebljavaju u najrazličitijim dijelovima svijeta: marihuana (Meksiko), kif (Maroko, Alžir), sutol (Sirija, Libanon), kabak (Turska), charas, ganja i bhang (Indija), dagga (južna Afrika), djamba (centralna Afrika), maconha (Brazil)
Boje variraju od sivo-zelene do zeleno-smeđe, a u teksturi je slična origanu. Cannabis sativa je dvodomna biljka (što znači da postoji muška i ženska biljka) i kada izraste do kraja, ima veoma intenzivan miris. Ženske su biljke veće i nose brojne cvjetove, dok su muške manje i tvore cvatove u obliku metlice. Plodovi biljke su sitni, jednosjemeni oraščići. Zapravo samo značenje riječi canabis (konoplja) i sativa (korisna), odaje korisnost biljke.

## Industrijska upotreba
Konoplja se većinom koristila za izradu užadi i tekstila. Danas je poznata primjena konoplje u izradi preko 20 000 industrijskih proizvoda. Od konoplje se može dobivati papir, ulje, boje, ljepilo,...pa sve do biorazgradive plastike i betona.
Konoplja je pogodna u ljudskoj ishrani. Sjeme konoplje sadrži velike količine proteina, antioksidanata i savršen omjer esencijalnih ulja omega 3 i omega 6, željeza i cinka; a ne sadrži psihoaktivni THC.

## Upotreba kao droga
Kako mnoge sorte biljke sadrže psihoaktivnu supstancu THC, raširena je upotreba osušenog lišća biljke kao psihoaktivne supstance, obično pušenjem.
Uzgoj i upotreba konoplje s većim udjelom THC je nezakonita u Hrvatskoj i mnogim drugim zemljama.

## Žargon
Biljka je često zvana i kanabis ili marihuana, u žargonu: trava, vutra, ganđa, gras, cd, vulja, grinta, điđa, žiža, marica, mara, granje, zeleno, blitva, džika, munta, haplja, črč, butra, mumika, dim, peljivo, hansaplast, mrkva, vrvina, đuta, buksna, žika, đula gens, frula...

## Svjetska proizvodnja marihuane
Procjenjuje se godišnje između 20.000 i 40.000 tona.[nedostaje izvor] Glavni proizvođači konoplje su Sjedinjene Američke Države i Meksiko gdje se uzgoji više od 90% svjetske proizvodnje indijske konoplje.

## Pravni status
U hrvatskom zakonu Cannabis Sativa je legalna i za njen uzgoj u industrijsko-tekstilne svrhe potrebno je posjedovati dozvolu. U legalno uzogojenom kanabisu postotak psihoaktivne tvari THC-a ne smije prelaziti 0.2%. Zemlje u kojima je konoplja legalizirana imaju manji broj ovisnika o težim drogama, pokazale su studije.[nedostaje izvor] Većina intervjuiranih bivših ovisnika o težim drogama kao što su primjerice, heroin i kokain, izjavili su da "ne bi posegnuli za takvim drogama da je konoplja bila legalizirana".[nedostaje izvor] U SAD-u konoplju mogu konzumirati ljudi oboljeli od težih bolesti, da bi smanjili fizičku bol. Jedna od zemalja u kojoj je konoplja dekriminalizirana je Nizozemska (Coffee shop).

## Sinonimi
- Cannabis indica var. kafiristanica Vav.
- Cannabis kafiristanica (Vav.) J. Chrtek
- Cannabis orientalis Lam.
- Cannabis sativa var. indica (Lam.) Wehmer
- Cannabis sativa var. kafiristanica (Vavilov) E. Small & A. Cronquist

* Cannabis sativa var. kif DC.

## Slike
- C. sativa
- C. sativa
- C. sativa
- C. sativa, sjeme
- C. sativa, pripremljena za đoint